# آلکسیی کالتسوف
آلکسیی واسیلیویچ کالتسوف (به روسی: Алексей Васильевич Кольцов) شاعر روسی به سال ۱۸۰۹ به دنیا آمد و به سال ۱۸۴۲ درگذشت.

## آثار
- ستانکویچ
- اندیشه ها